# Klaus Schüle

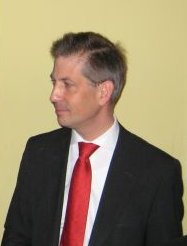
Klaus Schüle

Klaus Schüle (* 29. August 1963 in Oak Ridge, Tennessee) ist ein deutscher Politiker (CDU) und war von 2001 bis 2011 Mitglied des Landtags von Baden-Württemberg (Wahlkreis 46 Freiburg I Breisgau/Ost, Hochschwarzwald).
Nach dem Abitur an der Europaschule in Varese studierte Schüle Rechtswissenschaften an der Albert-Ludwigs-Universität Freiburg. Nach den beiden Staatsexamina (Referendariat am Landgericht Freiburg) promovierte Schüle 1991.
Schüle war von 1997 bis 2015 Vorsitzender des Freiburger CDU-Kreisverbands. Von 1990 bis 1998 war er Vorsitzender der Jungen Union in Südbaden und seit 1999 Gemeinderat in Freiburg. 2001 wurde er im Wahlkreis Freiburg-Ost über das Direktmandat in den Landtag gewählt. Er war dort Mitglied in den Ausschüssen für Ernährung und ländlichen Raum sowie Forschung, Wissenschaft und Kunst. 2006 beendete Klaus Schüle seine Tätigkeit im Freiburger Gemeinderat und wurde stellvertretender Vorsitzender der CDU-Fraktion im Landtag. Am 2. März 2010 wurde Klaus Schüle von der Fraktion zum Parlamentarischen Geschäftsführer gewählt, gleichzeitig rückte er damit zum ersten stellvertretenden Fraktionsvorsitzenden auf. Bei der Wahl zum Baden-Württembergischen Landtag vom 27. März 2011 verlor er sein Direktmandat an den Kandidaten der Grünen, Reinhold Pix. Da der CDU aufgrund des Wahlergebnisses keine Zweitmandate zustehen, gehörte Klaus Schüle dem Landtag von Baden-Württemberg in der 15. Wahlperiode nicht mehr an. Am 25. Mai 2014 wurde er wieder in den Freiburger Gemeinderat gewählt.
Schüle lebt mit seiner Ehefrau und seinen beiden Kindern im Freiburger Stadtteil Littenweiler.